# Joseph Vidal (1866-1936)
Pour les articles homonymes, voir Joseph Vidal et Vidal.
Joseph Vidal, né le 11 mars 1866 à Marseille (Bouches-du-Rhône) et mort le 6 avril 1936 à Marseille (Bouches-du-Rhône), est un homme politique français.

## Détail des fonctions et des mandats
Mandat parlementaire
- 11 mai 1924 - 5 avril 1936 : Député des Bouches-du-Rhône

## Sources
- « Joseph Vidal (1866-1936) », dans le Dictionnaire des parlementaires français (1889-1940), sous la direction de Jean Jolly, PUF, 1960 [détail de l’édition]